# Далгат, Эльмира Муртузалиевна
Эльмира Муртузалиевна Далгат (род в 1951, село Урахи, Дагестанская АССР) — российский историк-кавказовед. Доктор исторических наук, профессор, заведующая Центром истории Дагестана Института истории, археологии и этнографии ДФИЦ РАН. Заслуженный деятель науки Республики Дагестан.

## Биография
Эльмира Далгат родилась в семье Заслуженного учителя РСФСР и ДАССР Муртузали Алибековича Далгата.
Является родной племянницей Магомеда Алибековича Далгата — видного государственного и партийного деятеля, первого секретаря Дагестанского обкома КПСС, председателя ЦИК ДАССР.
Принадлежит к известному роду Далгат из с. Урахи Сергокалинского района РД.
В 1958 году семья переехала в селение Сергокала, где Эльмира поступила в среднюю школу № 1 им Омарла Батырая и закончила её в 1968 году с золотой медалью.
В 1969 году поступила на исторический факультет Дагестанского государственного университета, а в 1972 году «За отличные успехи в учёбе» её перевели на исторический факультет Ленинградского государственного университета. В 1974 году окончила Ленинградский университет с красным дипломом.
С 1974 по 1978 г.г. — аспирант на кафедре профессора В. В. Мавродина. С 1978 года — кандидат исторических наук. Тема диссертации: «Аграрное движение в Дагестане между двумя революциями»
С 1978 по 2004 г.г. — младший, старший научный сотрудник Института истории, языка и литературы Дагестанского филиала АН СССР (ДагНЦ РАН)
С 2000 года — доктор исторических наук. Тема диссертации: «Крестьянство Дагестана на рубеже XIX—XX в. Проблемы социально-экономического развития»
В 2004 году её избрали заведующей Центром истории Дагестана ДФИЦ РАН. Центр истории Дагестана, которым руководит Э. М. Далгат, является ведущим научным подразделением Института истории, археологии и этнографии, в нём десять докторов и девять кандидатов исторических наук.
Как руководитель Центра она разработкой стратегий и тактик развития исторической науки в Дагестане, является инициатором проведения научных конференций, посвященных выдающимся политическим и общественным деятелям Дагестана, учёным-кавказоведам.
Область научных интересов — различные аспекты социально-экономического развития Дагестана в период капитализма.
В последние годы она исследует проблему развития дагестанских городов во второй половине XIX века. Города сыграли большую роль в проникновении и развитии капиталистических отношений в Дагестане, стали центрами промышленного развития, центрами культуры.
Автор 90 научных работ, в том числе 6 монографий.
Руководит подготовкой аспирантов, консультирует докторантов, читает спецкурсы студентам — историкам и востоковедам ДГУ. Ответственный редактор сборников статей «Вопросы истории Дагестана»
За успехи в развитии исторической науки и добросовестный многолетний труд присвоены почётное звание «Заслуженный деятель науки Республики Дагестан». В 2004 году награждена Почётной грамотой Правительства РД и в 2008 году дипломом победителя конкурса на грант Президента РД в области науки.